# ホシフリエイ
ホシフリエイ（学名：Amblyraja radiata）は、ガンギエイ科のエイの一種。

## 分布と生息地
北大西洋から北極海にかけて分布する。水深20 - 1000mの砂地、泥地などに生息し、沖合に多い。水深2 - 5℃の冷水を好む。

## 形態
体盤は横長の菱形だが、幼魚は丸みを帯びている。吻部は短く鈍い三角形で、軟骨がある為固い。尾は太短く、先端付近に背鰭が二基ある。クラスパーは尾の半分ほどの長さで、先端は棍棒状になる。背面の正中線上に13 - 17個の大きな棘が規則的に並ぶ。また背面と尾は棘で覆われる。体色は背面が茶色で、黒い斑点が不規則に入り、腹面は白色。全長は最大105 cmで、東大西洋よりも西大西洋の個体の方が大きく成長する傾向にある。

## 生態
主に魚類、甲殻類、多毛類を捕食し、軟体動物や棘皮動物も食べる。若い個体は主に甲殻類や多毛類を、大型の個体は主に魚類や頭足類を捕食する。寿命や大きさは地域によって差が大きいが、寿命は最低でも28年を超える。卵生であり、繁殖は一年中行われる。卵は砂地や泥地に埋もれ、全長8 - 12 cmで孵化する。

## 人との関わり
元々商業的に重要な種では無かったが漁獲量が増えており、米国では商業漁業が禁止されている。成長も遅いため乱獲に対し脆弱である。